# Myro maculatus
Myro maculatus là một loài nhện trong họ Toxopidae.
Loài này thuộc chi Myro. Myro maculatus được miêu tả năm 1903 bởi Eugène Simon.